# Портола Вали (Калифорнија)
Портола Вали (енгл. Portola Valley) град је у америчкој савезној држави Калифорнија. По попису становништва из 2010. у њему је живело 4.353 становника.

## Демографија
Према попису становништва из 2010. у граду је живело 4.353 становника, што је 109 (2,4%) становника мање него 2000. године.
| Група             | 2000.         | 2010.         |
| Белци             | 4.053 (90,8%) | 3.841 (88,2%) |
| Афроамериканци    | 18 (0,4%)     | 12 (0,3%)     |
| Азијати           | 178 (4,0%)    | 242 (5,6%)    |
| Хиспаноамериканци | 149 (3,3%)    | 175 (4,0%)    |
| Укупно            | 4.462         | 4.353         |